# Charlie Hunter
Charlie Hunter, född 20 juli 1996, är en australisk friidrottare. Han deltog vid olympiska sommarspelen 2020.